# Karl Frieberth
Pour les articles homonymes, voir Frieberth.
Franz Karl Frieberth ou Carl Frieberth (Wullersdorf, 7 juin 1736 – Vienne, 6 août 1816) est un ténor, compositeur et librettiste autrichien.

## Biographie
Karl Frieberth est issu d'une famille de musiciens, fils d'un maître d'école. Son frère aîné Joseph Frieberth était Kapellmeister à l'évêché de Passau. Son autre frère Thomas Frieberth était religieux et a composé des œuvres vocales sacrées. De 1759 à 1776, Karl a été membre de l'orchestre  du prince Esterházy.  Joseph Haydn a écrit pour lui de nombreux airs. Friberth a traduit du français en italien le livret de l'opéra L'incontro improvviso (1775) de Joseph Haydn, à partir de l'opéra-comique de Gluck La Rencontre imprévue ou les Pèlerins de la Mecque. À partir de 1771, il est devenu membre de la Wiener Tonkünstlersozietät et en 1776, il est parti de Eszterháza pour devenir maître de chapelle à Vienne.
Frieberth a composé des messes, motets, litanies, airs sacrés et hymnes.